# Лєна Нюман
Лєна Нюман (швед. Lena Nyman; нар. 23 травня 1944, Стокгольм — пом. 4 лютого 2011, там же) — шведська актриса, першу популярність здобула у фільмах Вільгота Шемана.

## Життєпис
Лєна Нюман почала зніматися в 1955 році, зігравши Грету в екранізації роману Астрід Ліндгрен «Расмус-волоцюга» і Гелену Томассон в кримінальній драмі «Небезпечні обіцянки».
У 1964 році вона отримала свою першу роль у Вільгота Шемана, знявшись у фільмі «491». Популярність їй принесли фільми «Я допитлива — фільм у жовтому» (1967) та його продовження «Я допитлива — фільм у синьому» (1968), здобули скандальну (через відвертості деяких сцен) популярність псевдо-документальні стрічки, в яких, під власним ім'ям, вона брала інтерв'ю у відомих діячів політики і культури. Фільми (перший з яких приніс актрисі премію «Золотий жук», 1968) зробили її «знаковою фігурою шведського кіно». З 1969 року Лєна Нюман — актриса Королівського драматичного театру та міського театру Стокгольма.
Пізніше Лєна Нюман знімалася в багатьох фільмах Ганса Альфредсона і Тага Даніелссона («Release the Prisoners to Spring», 1975; «The Adventures of Picasso», 1978) тощо і разом з ними виступала в багатьох ревю на Стокгольмських сценах. У 1978 році Нюман разом з Інгрід Бергман і Лів Ульман знялася у фільмі «Осіння соната»; її робота над безсловесною, психологічно складною роллю Гелени, психічно хворої дочки головної героїні, отримала високі оцінки критиків.
Серед найкращих ролей актриси відзначалися королева в телефільмі «Королева Христина» (1981), Ловіса у фільмі «Роня — донька розбійника» (1984, за однойменною повістю Астрід Ліндгрен) і Буель в комедії «Вуса і горох» (1986). У 2007 році Нюман була номінована на премію «Золотий жук» за роль Едіт в комедії Аннет Вінблад «Створити пуделя» (2006).
Лєна Нюман померла 4 лютого 2011 року.

## Фільмографія (вибране)
- 1967 — Я допитлива — фільм у жовтому (Jag är nyfiken — en film i gult)
- 1968 — Я допитлива — фільм у синьому (Jag är nyfiken — en film i blått)
- 1975 — Біла стіна (Vita väggen)
- 1978 — Осіння соната (Autumn Sonata)
- 1978 — Пригоди Пікассо (Adventures of Picasso)
- 1982 — Просте вбивство (Enfaldige mördaren)
- 1984 — Роня — дочка розбійника (Ronia, the Robber's Daughter)
- 1996 — Таке життя (Sånt är livet)